# Monte Belo do Sul
Monte Belo do Sul este un oraș în Rio Grande do Sul (RS), Brazilia.